# サンドロ・ロポポロ
サンドロ・ロポポロ（Sandro Lopopolo、1939年12月18日 - 2014年4月26日）は、イタリアのプロボクサー。ロンバルディア州ミラノ出身。身長167cm。元WBA・WBC世界ジュニアウェルター級統一王者。

## 来歴
1960年、イタリア代表としてローマオリンピックボクシングライト級に出場し、銀メダルを獲得した。
1961年1月21日、プロデビュー。
1963年11月29日、16戦目でイタリアジュニアウェルター級王座を獲得した。同王座は2度の防衛に成功した。
1964年9月24日、3度目の防衛戦でピエロ・ブランディと対戦し、12回判定負けで王座から陥落するとともに36戦目での初黒星となった。同王座は1965年3月13日に奪回した。
1965年7月17日、EBUヨーロッパジュニアウェルター級王座決定戦でファン・ソンブリタ・アルボロスと対戦し、15回判定負けで王座獲得ならず。
1966年4月29日、44戦目で世界王座初挑戦。世界ジュニアウェルター級王者カルロス・エルナンデスに挑戦し、15回判定勝ちで世界王座を獲得した。同王座は1度の防衛に成功した。
1966年9月10日、ノンタイトルマッチでニコリノ・ローチェと対戦し、10回判定負け。
1967年4月30日、2度目の防衛戦で藤猛と対戦し、2回TKO負けで王座から陥落した。
1973年3月30日の試合を最後に引退した。

## 獲得タイトル
- WBA世界ジュニアウェルター級王座（防衛1度）
- WBC世界ジュニアウェルター級王座（防衛1度）